# Aachener Domschatzkammer

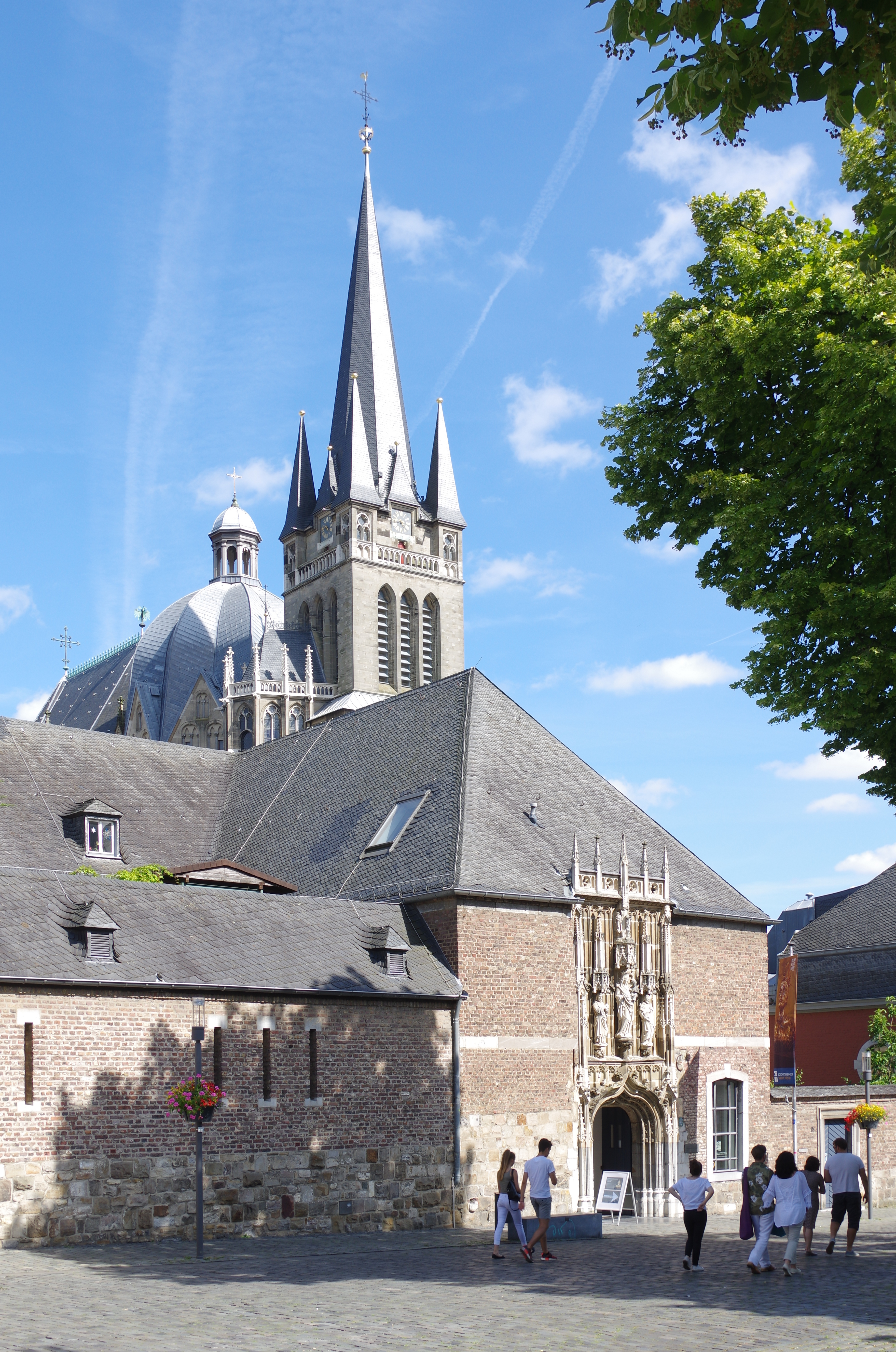
Domschatzkammer Aachen
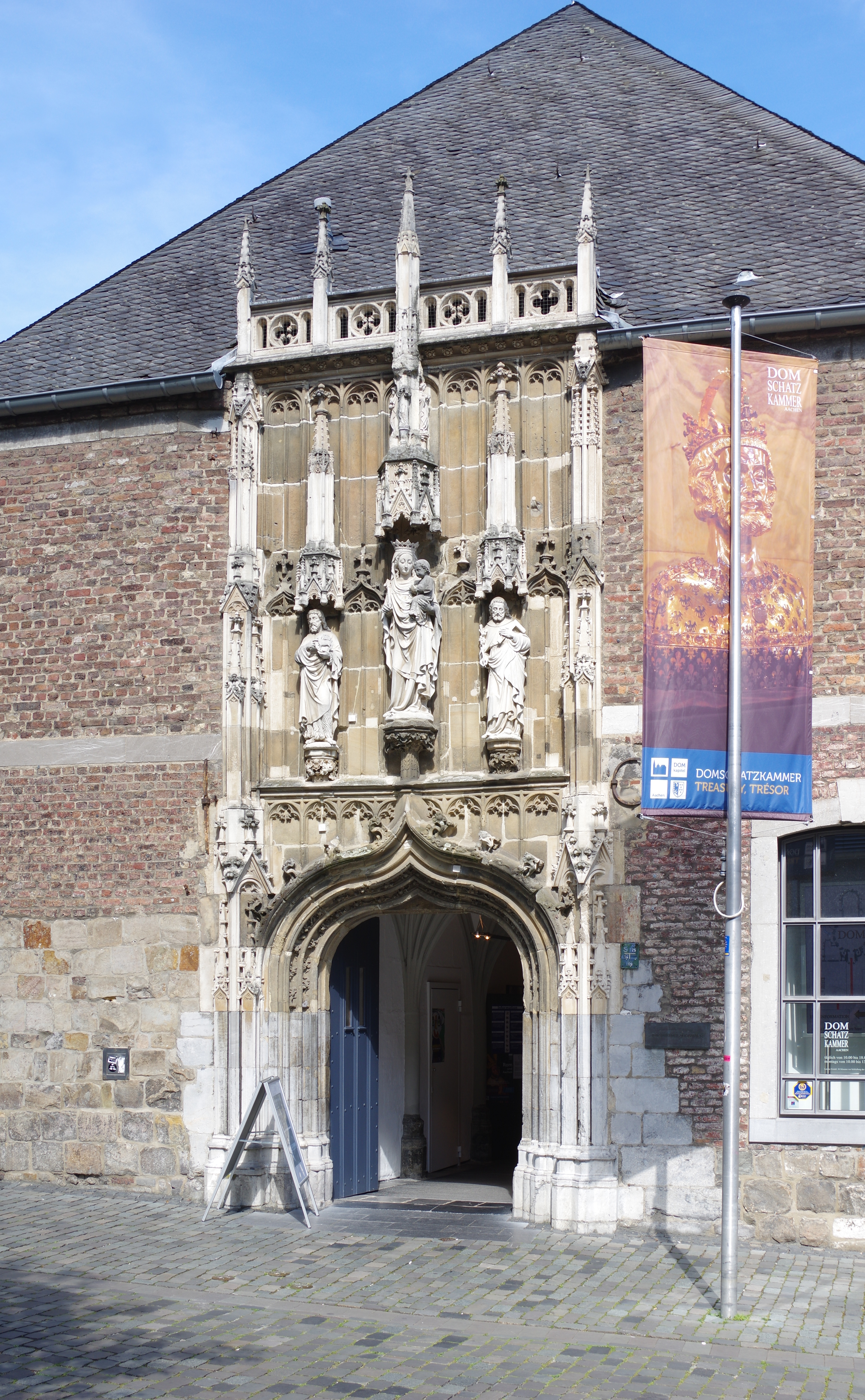
Haupteingang („Kleines Drachenloch“)

Die Aachener Domschatzkammer präsentiert den Kirchenschatz des Aachener Doms, eine der bedeutendsten Sammlungen kirchlicher Kulturschätze der Welt. Das Museum in der Trägerschaft des Aachener Domkapitels befindet sich in der historischen Innenstadt von Aachen in am Kreuzgang des Domes gelegenen Räumlichkeiten. Gezeigt werden Werke aus spätantiker, byzantinischer, karolingischer, ottonischer, staufischer und gotischer Zeit. Die Sammlung der Schatzkammer des Doms wurde 1978 zusammen mit dem Dom als erstes Denkmal auf deutschem Boden in die Liste des UNESCO-Weltkulturerbes aufgenommen. Seit 2009 ist die Domschatzkammer eine Station der Route Charlemagne.

## Geschichte

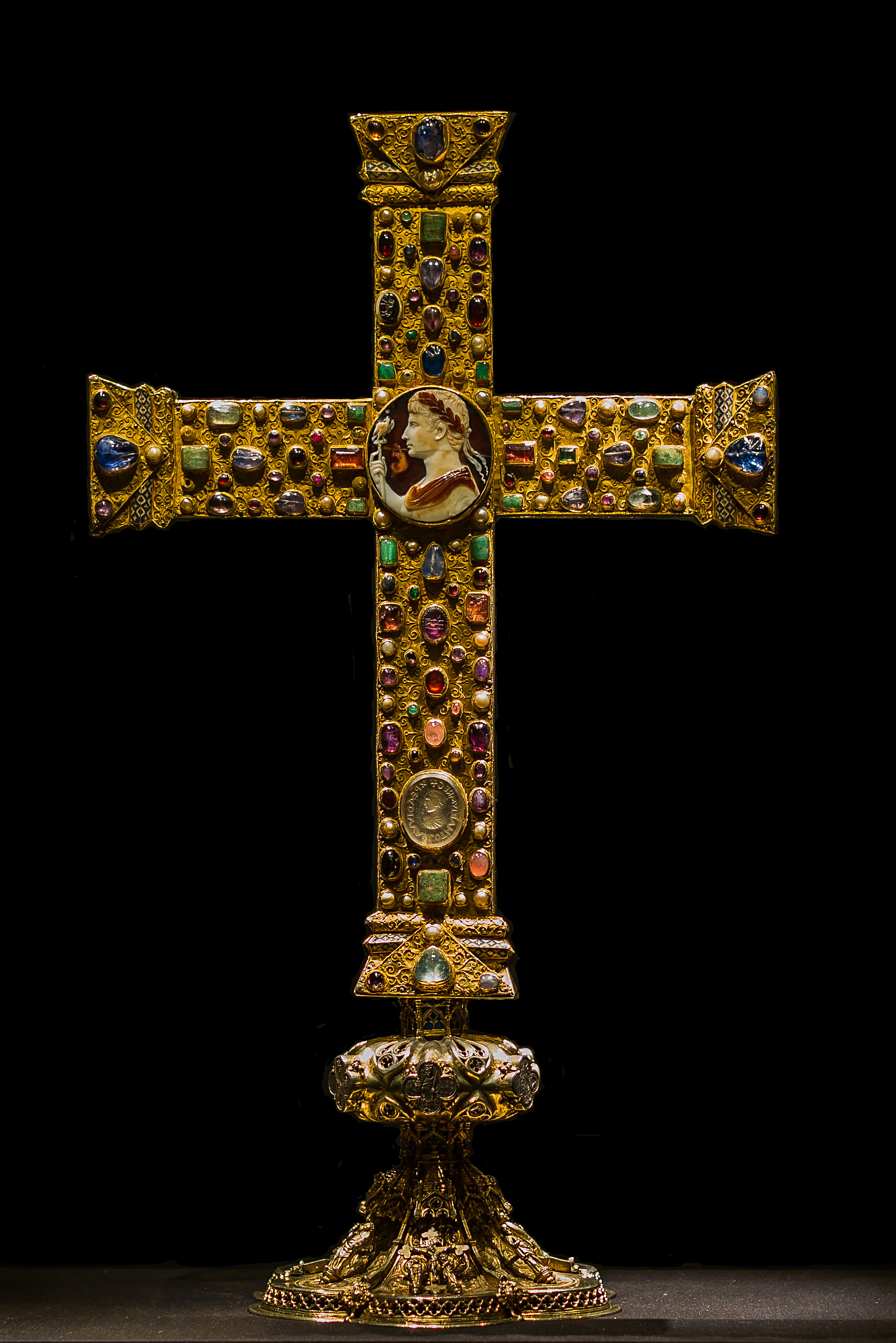
Lotharkreuz (westdeutsch (Köln?), um 985)
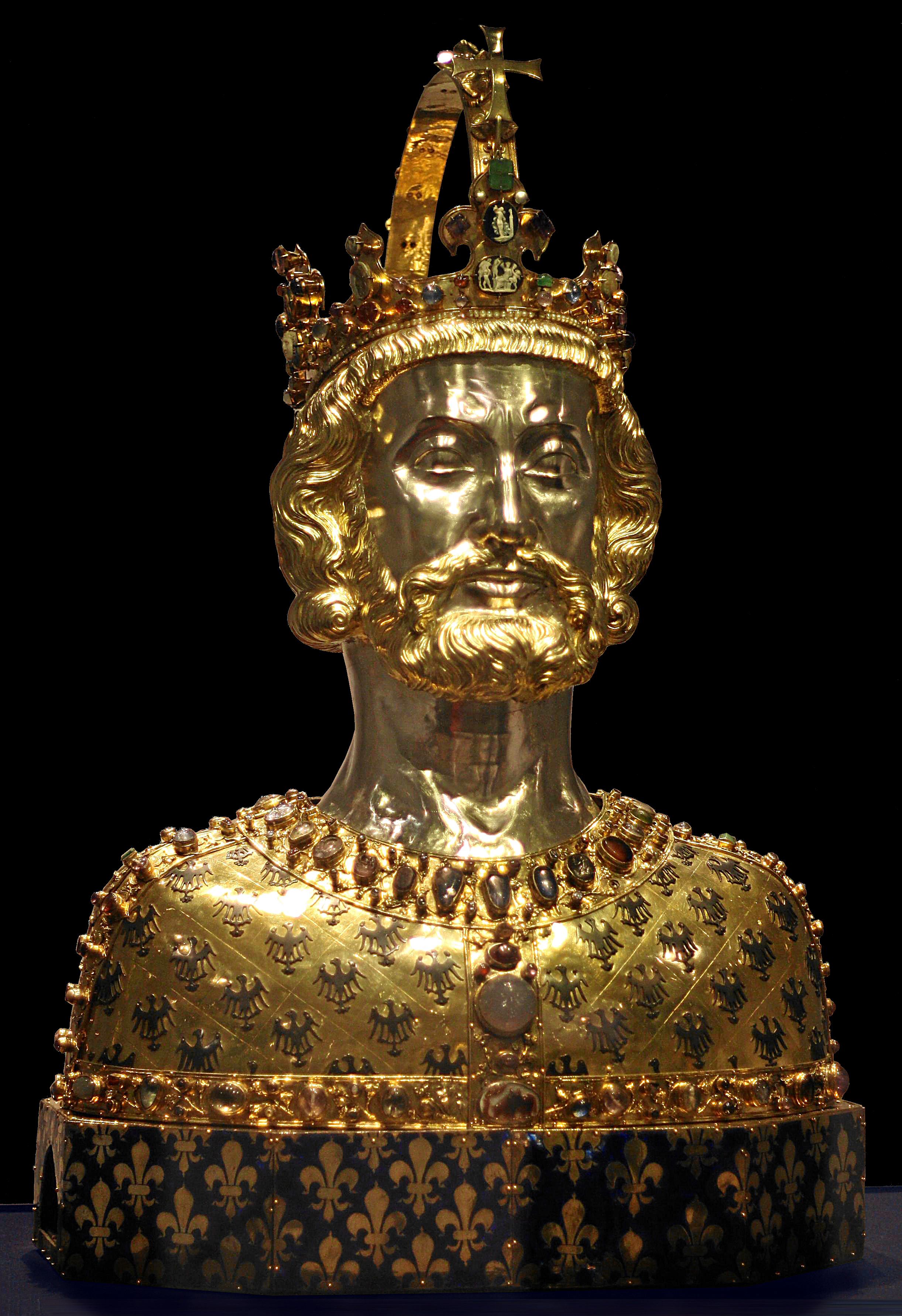
Karlsbüste (Aachen, nach 1349)

Über die Aufbewahrung des Schatzes der Aachener Marienkirche im Mittelalter ist heute nichts mehr bekannt. Vom 15. bis ins 19. Jahrhundert wurden die Stücke der stetig wachsenden Sammlung in einem großen gotischen Reliquienschrank aufbewahrt, der sich in der Sakristei, der Matthiaskapelle des Aachener Doms, befand. Vermutlich hat es im Obergeschoss der Kapelle einen Paramentenraum gegeben, der – nach den schlimmen Erfahrungen durch den großen Stadtbrand von Aachen im Jahr 1656 – gegen Brand durch ein Schutzgewölbe aus Ziegelstein und einen doppelten Boden gesichert war. Angaben von Franz Bock zufolge wurde der Schatzschrank im 19. Jahrhundert auseinandergenommen und dessen bemalte Türflügel in einen neuen Schatzschrank eingefügt, der wiederum auf engstem Raum gleichsam die „Hauptstücke“ des Domschatzes aufnahm: den Karlsschrein und Marienschrein, den Goldaltar, das Lotharkreuz, die Karlsbüste sowie sämtliche Reliquiare. Dieser zweite Schatzschrank war zunächst von 1873 bis 1881 in der im nördlichen Obergeschoss befindlichen Karlskapelle des Domes aufgestellt, bis er aufgrund besserer klimatischer Verhältnisse in der barocken Ungarnkapelle platziert wurde. Dort blieb die Sammlung einzig mit Unterbrechung der Auslagerung während des Ersten Weltkrieges bis zum Jahr 1931. Wie in einem Reiseführer des 19. Jahrhunderts erwähnt, wurde der so aufbewahrte Domschatz vom Küster gegen Entgelt Fremden präsentiert.
Zum Ende des Ersten Weltkrieges hatte der damalige Dombaumeister Joseph Buchkremer als sicheren Bergungsort für den Schatz die Allerseelenkapelle ausgewählt. Nach der Rückführung des Schatzes aus Paderborn wurde hier im Jahr 1922 mit dem Ausbau einer ersten Schatzkammer begonnen, die 1931 eröffnet werden konnte. Der Schatz, der jahrhundertelang in einem engen Schatzschrank untergebracht gewesen war, konnte nun auf einem mit 90 m² für damalige Verhältnisse angemessen großen Raum nach zeitgemäßen museums- und sicherheitstechnischen Vorgaben und Gesichtspunkten der Öffentlichkeit gezeigt werden. Dieser Standort wurde abgesehen von der erneuten Auslagerung der Sammlung im Zweiten Weltkrieg bis 1979 beibehalten.
Das Bundesministerium für Raumordnung, Bauwesen und Städtebau wählte 1975, wegen der Signifikanz, den Domschatz Aachen aus, um für ihn einen Erprobungsbunker für Sachschutz zu errichten. Da nur kurze Transportwege im Ernstfall die Gewähr für eine schadlose Umlagerung bieten können, entschloss sich das Domkapitel, in unmittelbarer Nähe des Schutzbunkers an der Westseite des Kreuzgangs eine neue Schatzkammer zu bauen. Planung und Durchführung erfolgten von 1975 bis 1979. Die inhaltliche und gestalterische Konzeption wurde von Dombaumeister Leo Hugot, Domkapitular Erich Stephany und Herta Lepie entwickelt und realisiert. 1979 wurden die neuen Ausstellungsräumlichkeiten in Dienst genommen. In drei Räumen wurden die Exponate auf einer Fläche von 490 m² in chronologischer Reihenfolge der Öffentlichkeit präsentiert.
Im Laufe der Zeit stellten sich jedoch technische Mängel ein, die eine Gefährdung für den Kunstschatz mit sich brachten. Daher erfolgte, auch bedingt durch den unerwartet hohen Besucherandrang, 1995 wiederum eine Neuaufstellung, um den aktuellen museumsdidaktischen, konservatorischen, technischen und sicherheitstechnischen Anforderungen gerecht zu werden. Daneben wurde erkennbar, dass eine chronologische Präsentation für die Besucher eher schwer nachzuvollziehen war. Das Konzept für die Neuaufstellung wurde von Herta Lepie, Georg Minkenberg, Domkapitular August Peters sowie Dombaumeister Hans-Karl Siebigs erarbeitet; mit der Ausführung wurde der Architekt Winfried Wolks betraut. Die bisherige Ausstellungsfläche wurde auf 600 m² erweitert und bietet nicht nur zusätzliche Räume für Wechselausstellungen, sondern zudem auch die Möglichkeit der Akzentuierung durch Bildung von Raumkompartimenten. Die Aufstellung erfolgte nun nicht mehr chronologisch, sondern nach fünf Themen, die die inhaltlichen Bezüge der Schatzstücke zueinander klar erkennen lassen.
Herta Lepie war von 1978 bis 1986 Leiterin der Domschatzkammer und von 1987 bis zu ihrer Pensionierung 2003 Direktorin der Abteilung Goldschmiedekunst am Aachener Dom. Von 1994 bis zu seinem Tod im März 2016 übernahm Georg Minkenberg die Leitung der Domschatzkammer. Als seine Nachfolgerin wurde im Juni 2016 Birgitta Falk berufen.

## Ausstellung
Unter den sechs unten näher behandelten Themenkomplexen zu den unterschiedlichen historischen, religiösen wie auch kulturellen Funktionen und Bedeutungen der Aachener Marienkirche stellt der überaus reiche Textilschatz einen bedeutenden Bestandteil der gegenwärtigen Ausstellung dar. Anders als bei den früheren Ausstellungskonzepten endet die zeitliche Präsentation mit dem Ende Aachens als Krönungsort im 16. Jahrhundert. Die in nachmittelalterlicher Zeit und Neuzeit zur Ausstattung der Stifts- und Domkirche geschaffenen Kunstwerke werden in Zukunft zu einem Teil ihren Platz in den Kapellen des Domes haben.

### Themenbereiche
Die heutige Schatzkammer zeigt mehr als 100 Kunstwerke, die nach sechs Themen gruppiert sind:
- Karl der Große
- Die Krönungen
- Die Liturgie
- Die Marienkirche
- Die Wallfahrtskirche und ihr Reliquienschatz
- Textilien[7]

Die einzelnen Themenkreise werden nachfolgend vorgestellt.

#### Karl der Große
Der Schwerpunkt der Ausstellung richtet sich auf die Dokumentation des heutigen Doms als ehemalige Pfalzkirche Karls des Großen. Hier steht die spätgotische, silbervergoldete Karlsbüste, Vorbild für zahlreiche spätere Reliquienbüsten, im Zentrum. Möglicherweise wurde Karl der Große im Proserpina-Sarkophag, einem römischen Marmor-Sarkophag des frühen 3. Jahrhunderts n. Chr., im Aachener Dom bestattet. Darüber hinaus stellen das gotische Karlsreliquiar aus dem 14. Jahrhundert, das ebenfalls gotische Dreiturmreliquiar sowie das französische Armreliquiar von 1481 jeweils mit Reliquien des Herrschers herausragende Stücke der Sammlung dar.
Das zu Beginn des neunten Jahrhunderts an der Hofschule Karls des Großen angefertigte Schatzkammer-Evangeliar (Inv.-Nr. 4) gilt als eines der Hauptwerke der karolingischen Buchmalerei.
Ebenfalls zu den mit Karl in Verbindung gebrachten Exponaten gehört ein Olifant des elften Jahrhunderts aus Unteritalien (sarazenisch) oder dem Orient, der lange Zeit als dessen Jagdhorn angesehen wurde. Ferner findet sich das aus dem achten Jahrhundert stammende sog. Jagdmesser Karls des Großen: Es handelt sich neben dem Petrusmesser aus dem Bamberger Domschatz um das einzig bekannte mittelalterliche Messer, das oberirdisch verwahrt wurde, demnach von Beginn an eine besondere Bedeutung hatte; alle übrigen Vergleichsstücke sind Grabungsfunde. Das als angelsächsisch oder skandinavisch einzustufende Jagdmesser ist aus damasziertem Eisen gefertigt. Die zugehörige Scheide aus Leder datiert wohl aus dem elften Jahrhundert und trägt die in angelsächsischer Majuskel angebrachte Inschrift BYRHTSIGE MEC FECID („Byrthsige [Glänzender Sieger] hat mich gefertigt“).
Ein weiteres unter Karls Ägide geschaffenes bedeutsames Werk der Sakralkunst ist das im ersten Viertel des neunten Jahrhunderts in der Hofschule Karls des Großen entstandene Elfenbein-Diptychon (Inv.-Nr. G 8), das als Buchdeckel eines Intonationsbuchs aus dem frühen 15. Jahrhundert wiederverwendet wurde.
Auch findet sich hier das in das elfte oder zwölfte Jahrhundert zu datierende und wohl in Lüttich geschaffene sogenannte Brustkreuz Karls des Großen, ein Reliquiar mit einem Splitter des Kreuzes Christi, das Karl der Legende zufolge zusammen mit den beiden weiteren benannten Schmuckstücken im Grab um den Hals getragen haben soll und das dann bei der Graböffnung durch Otto III. gefunden worden sei. Demnach wäre es identisch mit dem bei Thietmar von Merseburg bezüglich der Graböffnung erwähnten Kreuz.

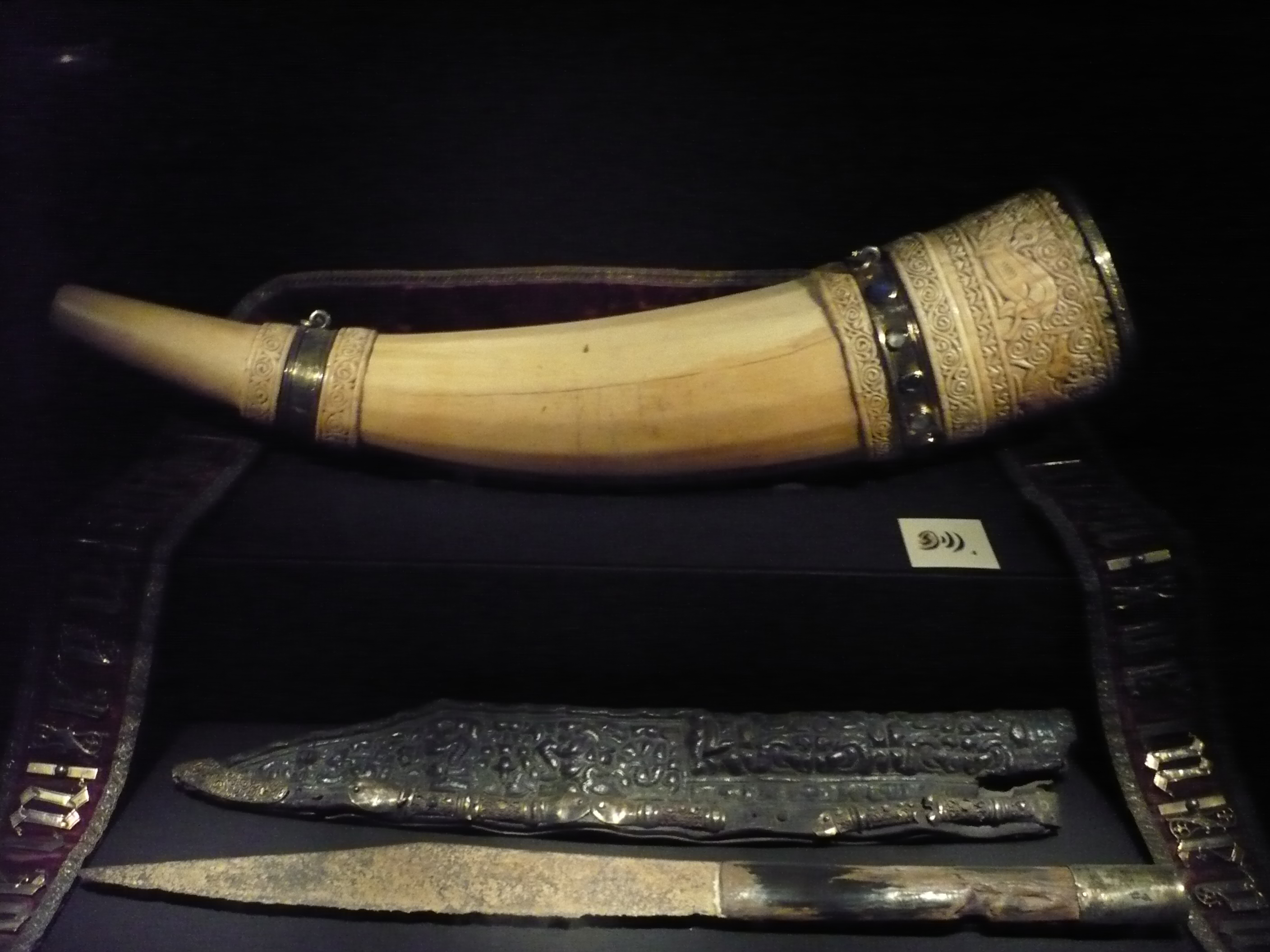
Olifant (Unteritalien, 11. Jahrhundert) und sog. Jagdmesser Karls des Großen samt Scheide (angelsächsisch / skandinavisch, 8. Jahrhundert)
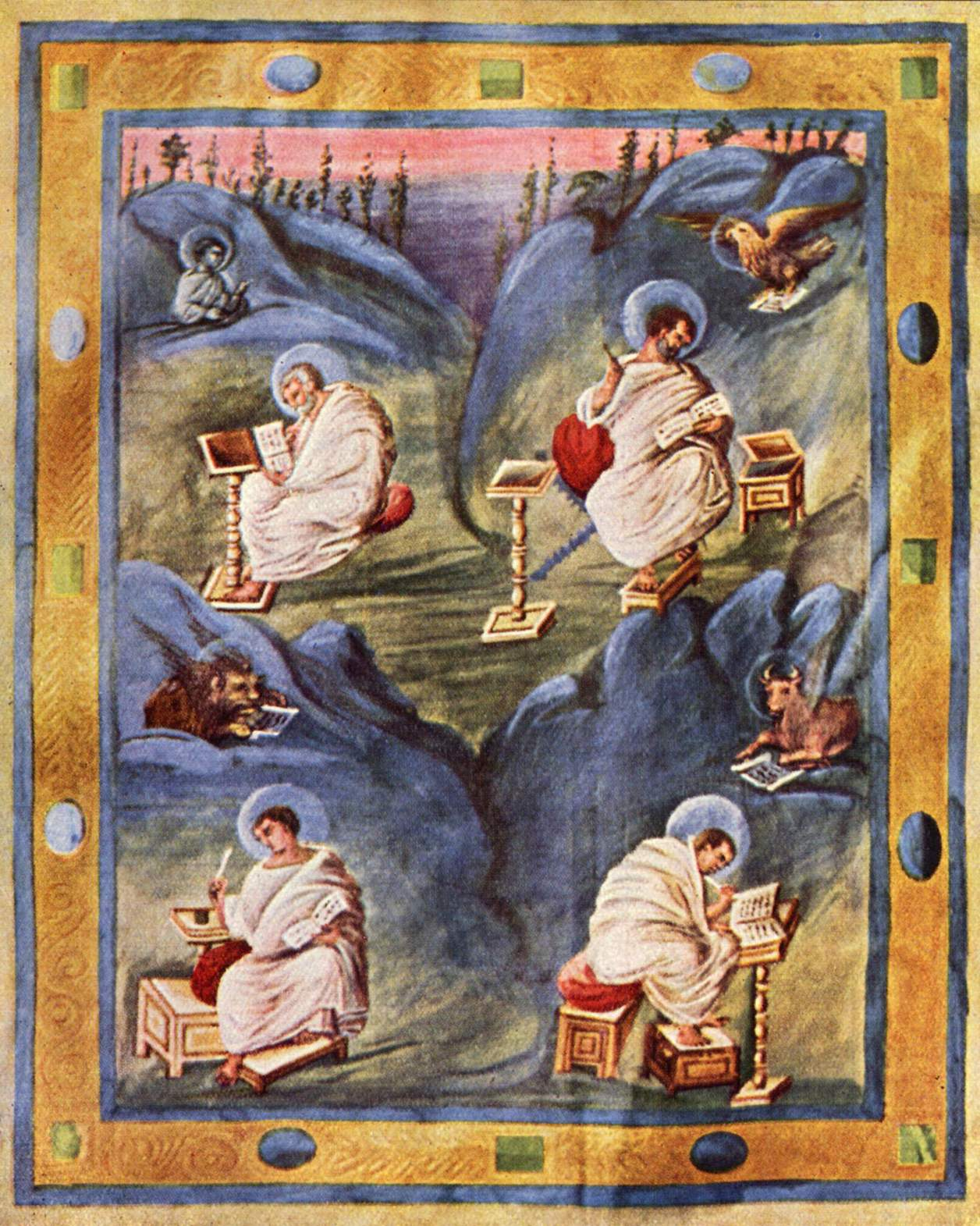
Schatzkammer-Evangeliar (Aachen, Anfang 9. Jahrhundert)
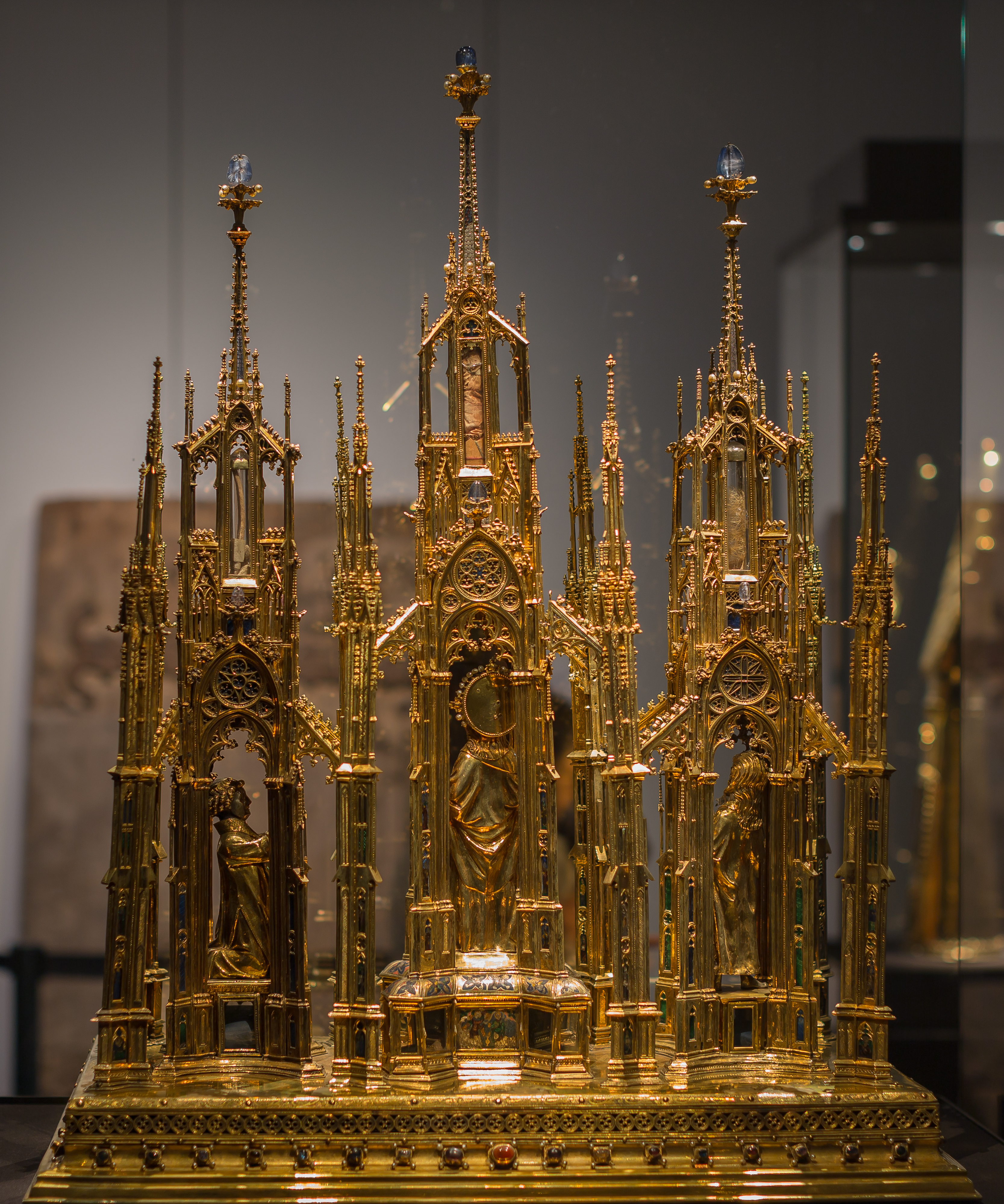
Dreiturmreliquiar (Aachen, um 1370/90)
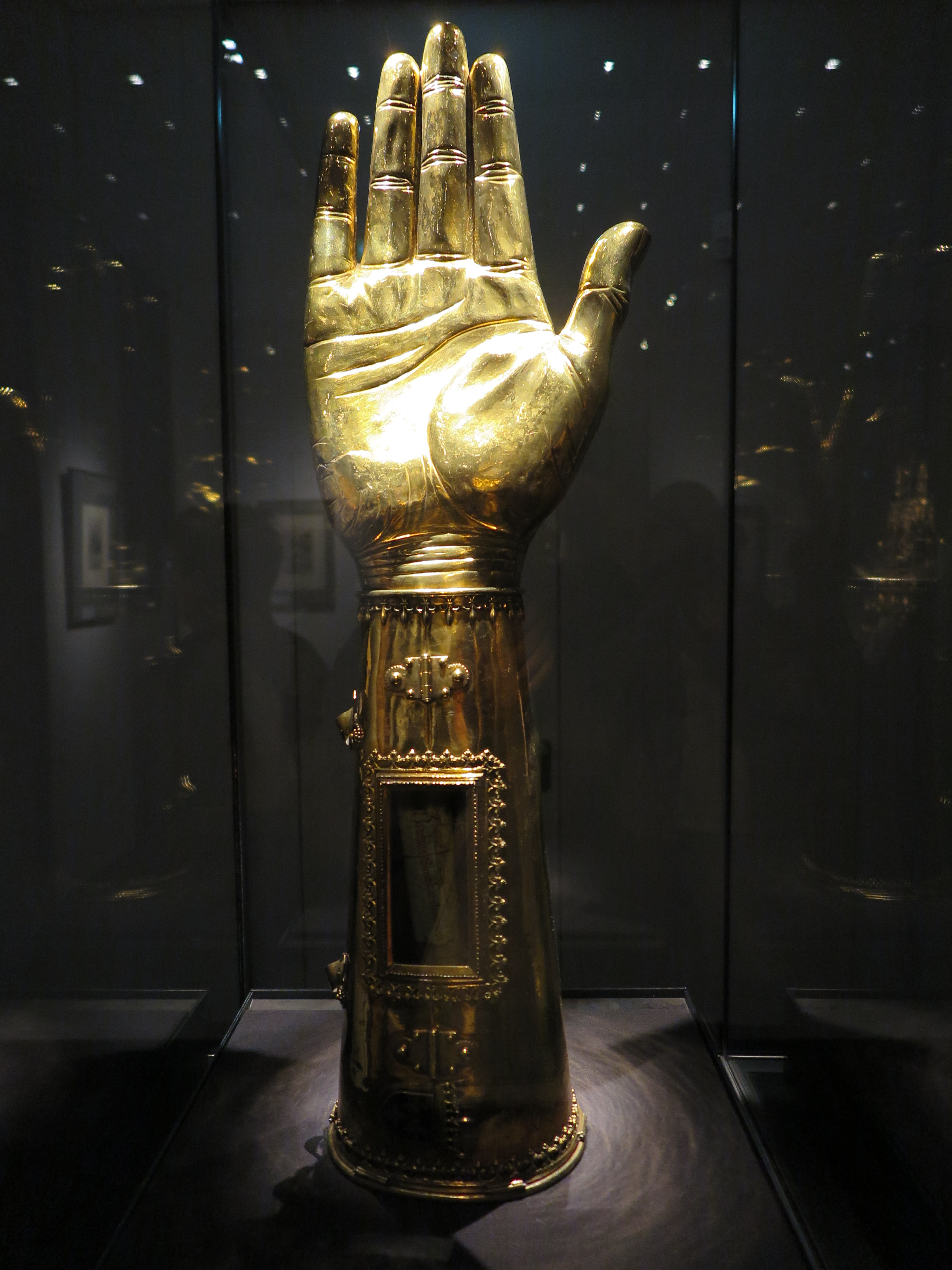
Armreliquiar Karls des Großen (Frankreich, 1481)

#### Liturgie
Es folgen Gegenstände aus dem Zusammenhang der Liturgie, darunter das bis heute zu besonderen Anlässen gottesdienstlich verwendete ottonische Lotharkreuz, ein prunkvoll gearbeitetes Vortragekreuz aus der Zeit um das Jahr 985, mit einem zentralen Kameo, das den römischen Kaiser Augustus zeigt, und einem namensgebenden karolingischen Siegelstein eines Herrschers Lothar, weshalb es als Sühnestiftung des westfränkischen Königs Lothar für einen Überfall auf Aachen angesehen wird. Es gilt in seiner kunsthandwerklichen Ausführung wie auch ästhetischen Konzeption – von der beinahe schon überbordend anmutenden Ausstattung mit Edelsteinen, Perlen und Filigranen angefangen bis hin zu seiner besonders wohlgeratenen Proportionierung – als ein unübertroffenes Musterbeispiel für den Typus des mittelalterlichen Gemmenkreuzes. Hinzu kommen spätgotische Kunstwerke aus der Kölner Malerschule, wie beispielsweise der Aachener Altar von 1515/20 und eine 1525 in Hildesheim entstandene Darstellung der Gregorsmesse, ferner Goldschmiedearbeiten des Hans von Reutlingen, darunter auch einzelne der silbervergoldeten Reliefplatten des Apostel-Antependiums aus dem Münster aus der zweiten Hälfte des 15. Jahrhunderts.

#### Krönungen

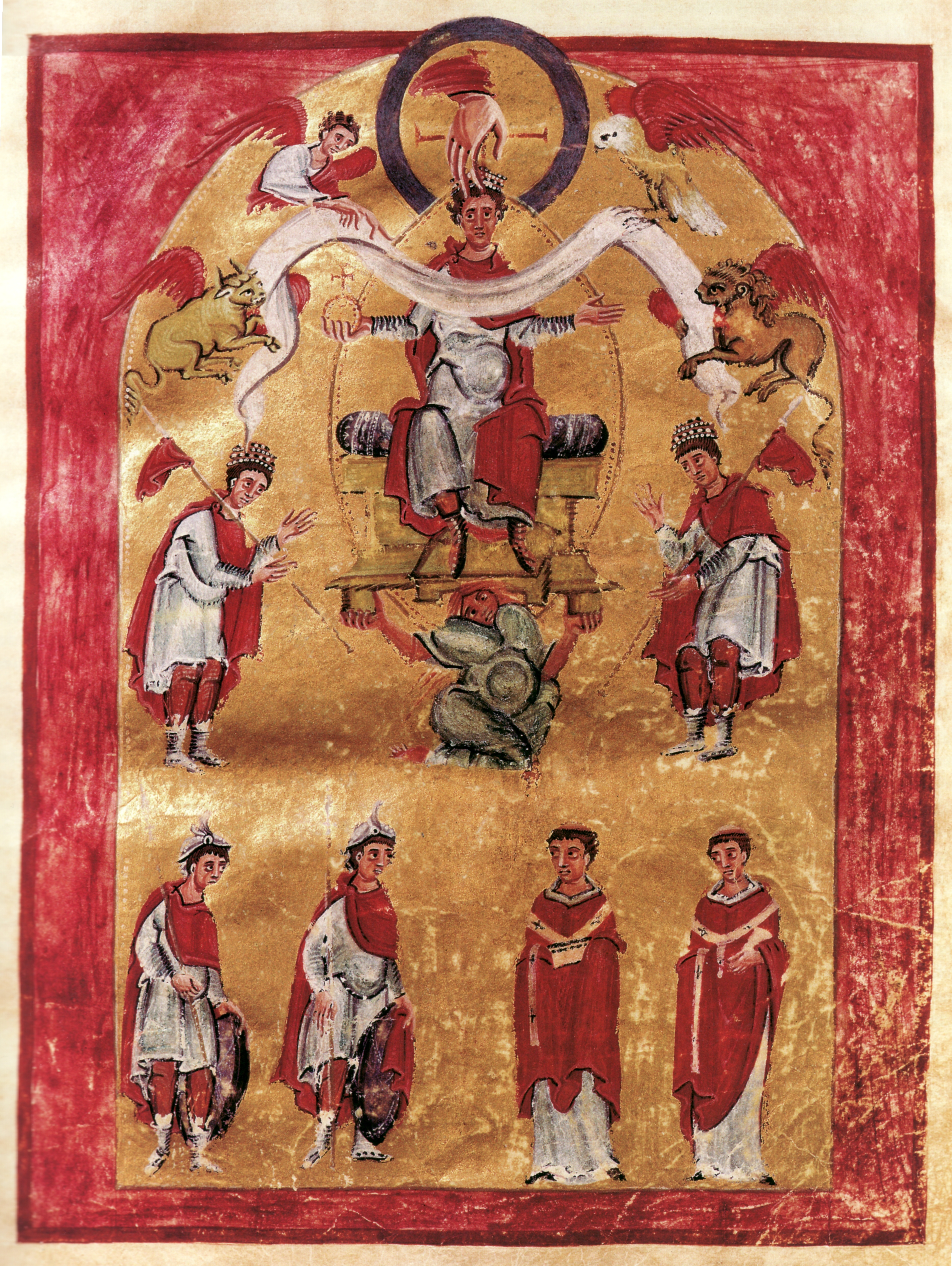
Liuthar-Evangeliar (Reichenau, vor 1000)

Kunstwerke, die anlässlich der Königskrönungen zwischen 936 und 1531 nach Aachen gelangten, bilden einen weiteren thematischen Schwerpunkt. Hierzu gehört zuerst das von Otto III. gestiftete ottonische Liuthar-Evangeliar (Inv.-Nr. 25), das namensgebend für eine ganze Handschriftengruppe ist und für dessen Miniaturen zum ersten Mal in der Geschichte abendländischer Buchmalerei durchgehend ein Goldgrund verwandt wurde. Neben dem Prachtkodex ist der um 1020 geschaffene Goldene Buchdeckel zu nennen, der ursprünglich wohl den Einband des Liuthar-Evangeliars und später dann bis 1972 den Einband des Schatzkammer-Evangeliars bildete. Die ebenfalls in dieser Sektion ausgestellte Elfenbein-Situla, ein um das Jahr 1000 höchstwahrscheinlich im Auftrag Ottos III. in Trier angefertigtes, reich mit Figurenschnitzereien dekoriertes Weihwassergefäß ist eine von mehreren kostbaren Elfenbeinarbeiten der Sammlung.

#### Marienverehrung
Der Dom als Marienkirche birgt mit dem Marienschrein, in dem auch das sogenannte Kleid Mariens bewahrt wird, neben dem Kirchbau als solchem den wohl sinnfälligsten und in kunsthistorischer Hinsicht wertvollsten Beleg der Verehrung Mariens als Patronin von Bistum, Stadt und Dom. Weitere Objekte stellen in diesem Zusammenhang die spätgotische Strahlenkranzmadonna in der Chorhalle, das rheinisch-maasländische Gnadenbild im Oktogon, deren insgesamt 43 prächtige Kleider sowie schätzungsweise mehrere hundert Schmuckstücke umfassende Sammlung in der Schatzkammer verwahrt werden, und die alabasterne Madonnenfigur des frühen 14. Jahrhunderts im Eingangsbereich des Doms dar. Auch in der Schatzkammer befinden sich zahlreiche Stücke, die der Muttergottes gewidmet sind. Dazu zählt die um 1485 geschaffenen Tafeln des hiernach benannten Meisters des Aachener Marienlebens. Die Außenseiten der Flügel zeigen in einer über die Flügel fortlaufend gedachten Säulenhalle vor prächtigem Brokatvorhang in der Mitte die Mutter Gottes, der Karl der Große als Greis kniend ein Modell des Aachener Münsters überreicht. Zu sehen sind daneben die Heiligen Leopardus und Bischof Blasius. Auf den Innenseiten der Flügel sind paarweise übereinander acht Szenen aus dem Marienleben dargestellt. Der hier abgebildete rechte Flügel zeigt beispielsweise die Verkündigung, die Begegnung Joachims und Annas an der Goldenen Pforte, die Darstellung Jesu im Tempel und den Tempelgang Mariens. Die Szenen sind nicht chronologisch dargestellt, sondern durch die acht besonders gefeierten Marienfeste des Marienstiftes bestimmt. Im Kontext der Marienverehrung sind ferner diverse gotische Marienplastiken und die um 1461 entstandene Krone der Margarethe von York, die von ihr im Jahre 1474 bei einem Aachenbesuch als Votivkrone für das Gnadenbild gestiftet wurde und diesem bis heute während der Heiligtumsfahrt als Zierde dient, zu sehen.

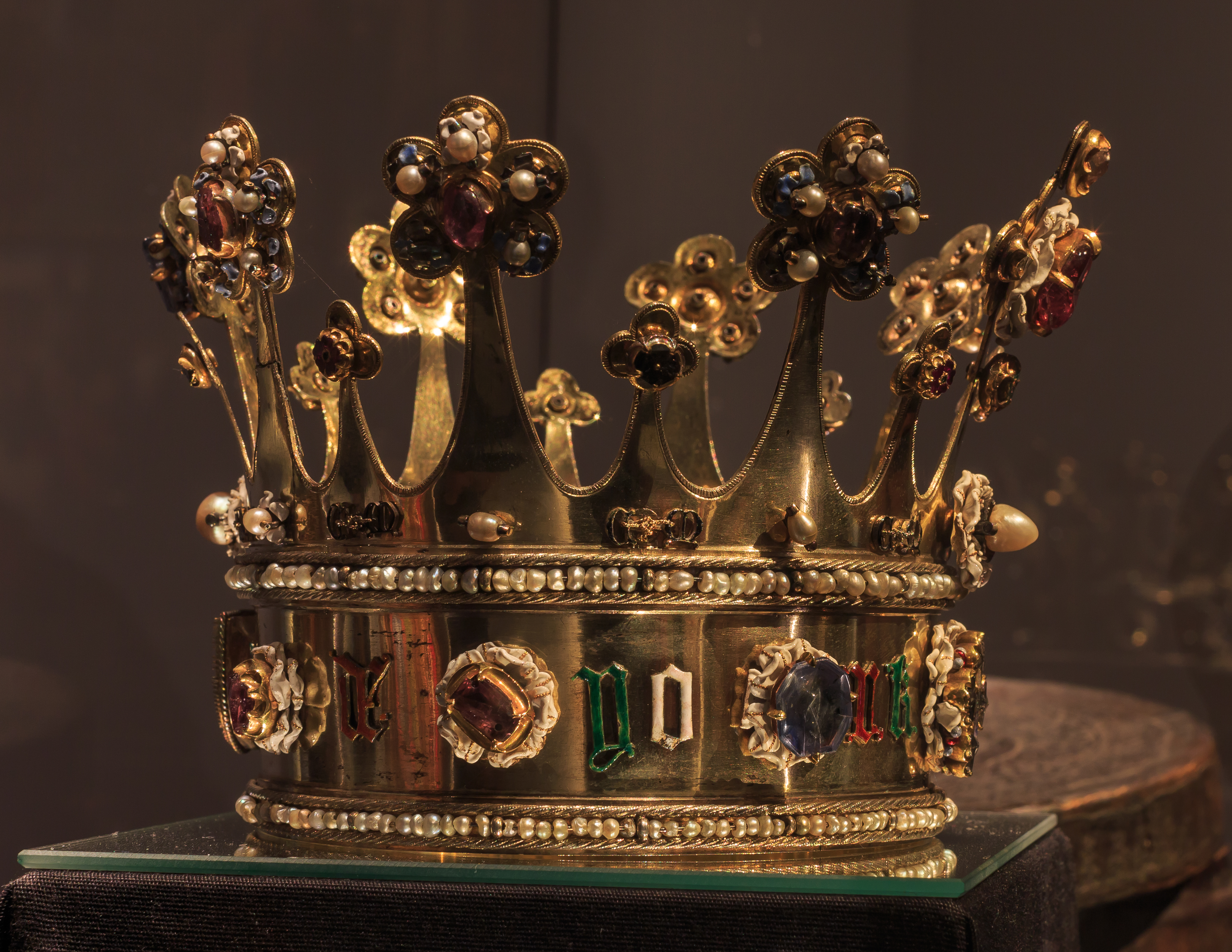
Krone der Margarethe von York (England, um 1461)
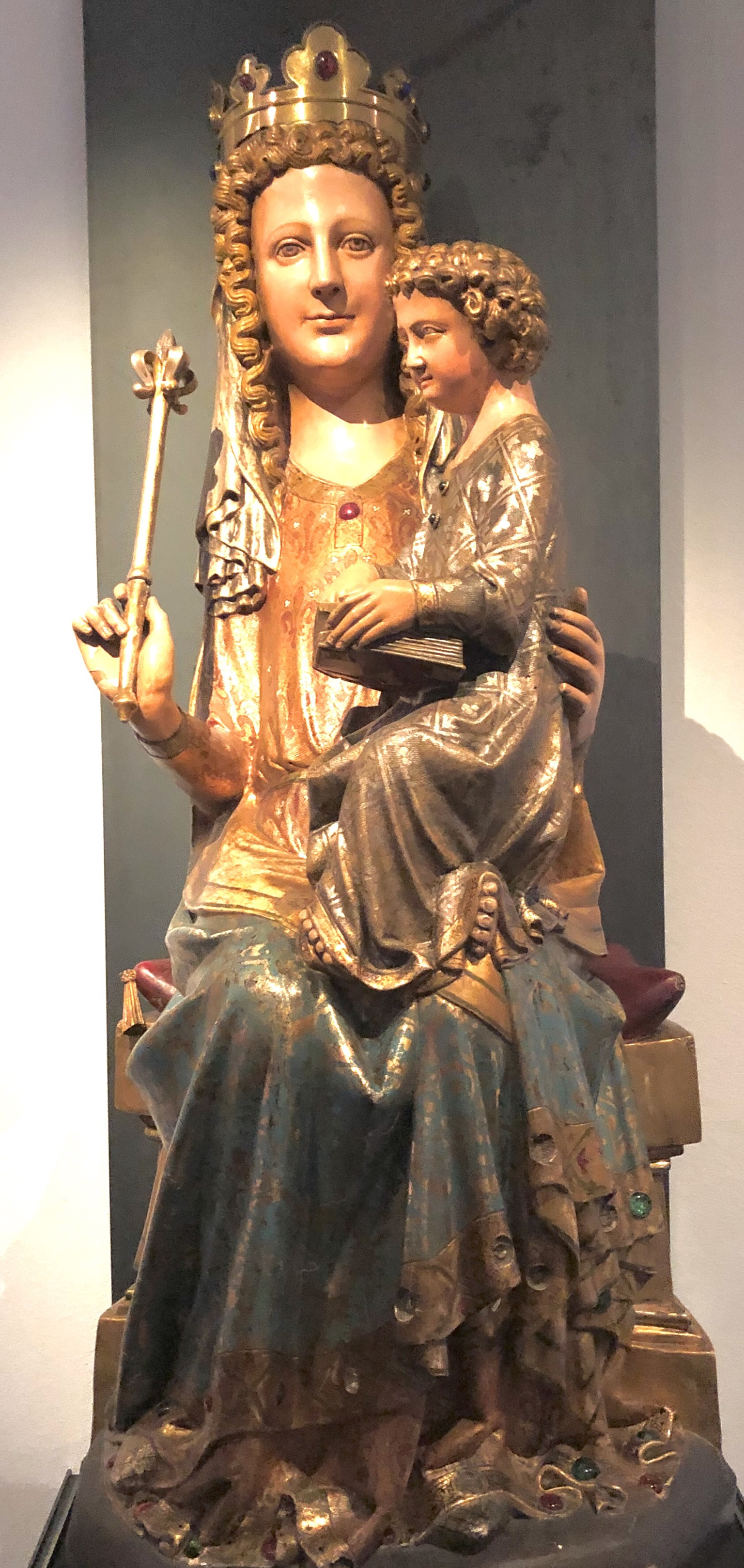
Thronende Madonna mit Kind, frühes 14. Jahrhundert
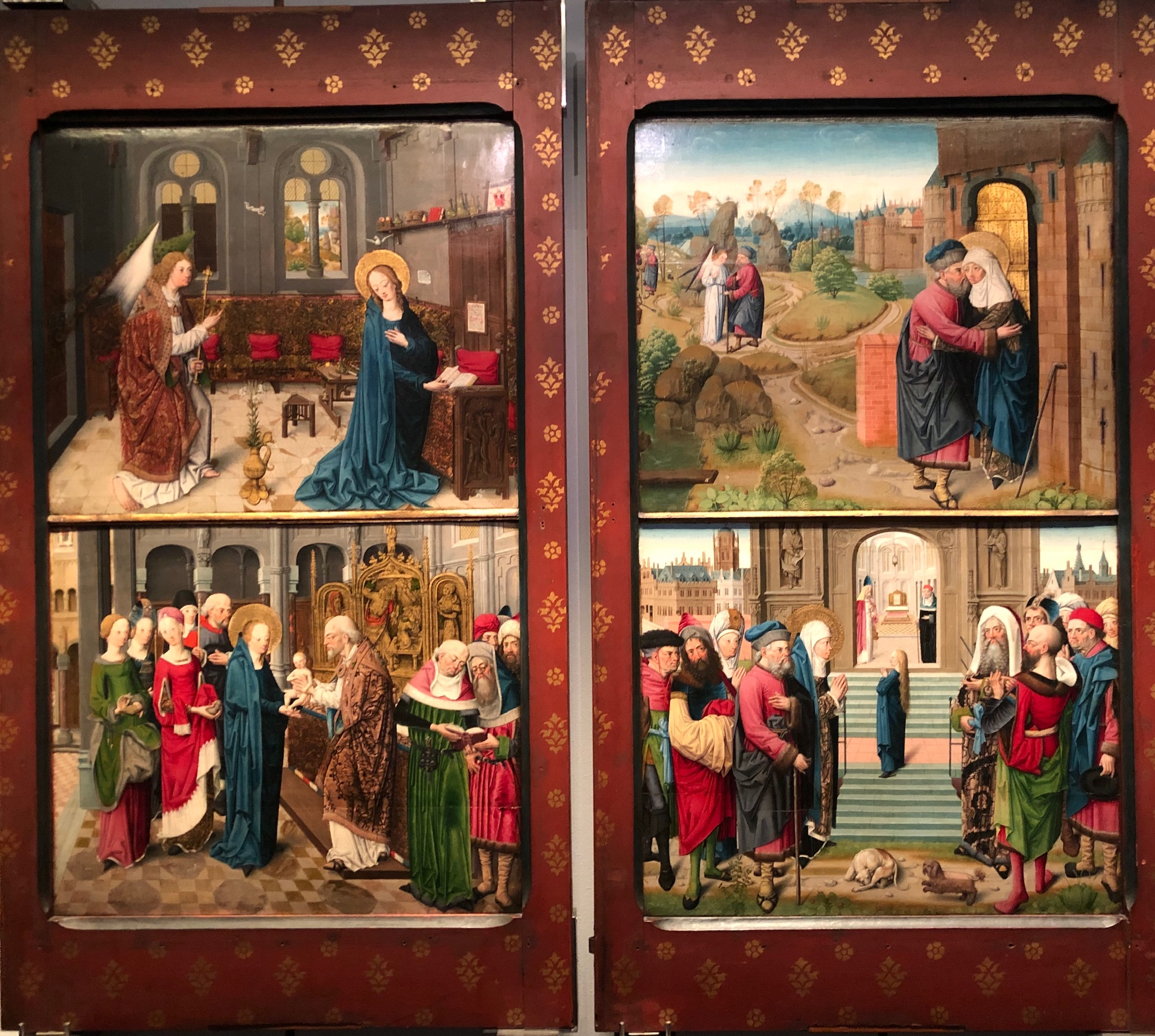
Marienleben: Innenseite rechter Flügel

#### Wallfahrt und Reliquienschatz
Die Reliquien des Domes und die Wallfahrt nach Aachen – insbesondere die Aachener Heiligtumsfahrt – sind Themen, zu denen die verschiedensten Reliquiare, des Weiteren die Stiftungen Ludwigs des Großen von Ungarn, die unter anderem zwei in Temperatechnik gemalte silberbedeckte Bildtafeln der Gottesmutter und zwei Ostensorien mit Reliquien der drei heiligen ungarischen Herrscher Stephan, Ladislaus und Emmerich ausgestellt sind. Drei weitere Ostensorien enthalten die drei „kleinen“ Heiligtümer sowie ein um 1350 geschaffenes, aufwendig verziertes Scheibenreliquiar mit einer in Bezug zur entsprechenden Szene des Passionsgeschehens zu setzenden Schwammreliquie. Ein herausragendes Stück stellt ferner die 1258 in Limoges aus – besonders für mittelalterliche Verhältnisse – wertvollem Zedernholz gefertigte und mit vierzig kupfervergoldeten Medaillons in Form von getriebenen und emaillierten Wappenbeschlägen gestaltete Wappentruhe des Richard von Cornwall dar; diese findet heute noch alle sieben Jahre während der Heiligtumsfahrt Verwendung, indem dort die aus dem Marienschrein entnommenen Tuchreliquien aufbewahrt werden, wenn keine liturgische Zeigung erfolgt. Ebenfalls zu den in der Domschatzkammer aufbewahrten Stücken zählen die zahlreichen kunstvollen Schlösser des Marienschreins, die zu jeder Heiligtumsfahrt eigens angefertigt bzw. im Rahmen der feierlichen Eröffnungsvesper aufgebrochen werden, samt den Räuten (Schlüsselgriffen) der zugehörigen Schlüssel. Weiterhin findet sich hier das 39 cm hohe, in vergoldetem Silber gearbeitete und Niello-verzierte sogenannte Anastasiusreliquiar, der Überlieferung nach mit sterblichen Überresten des hl. Athanasius, das etwa von der Jahrtausendwende stammt und das Heilige Grab versinnbildlicht, das als Ort der Auferstehung zugleich Abbild des Himmlischen Jerusalems ist. Ein weiteres Objekt stellt der Felixschrein dar, ein vermutlich in Byzanz gefertigter Reliquienkasten des elften Jahrhunderts, in dem einer auf diesem aufgebrachten Inschrift aus dem 16. Jahrhundert zufolge die Gebeine des hl. Bischofs Felix von Martana sowie anderer Märtyrer ruhen. Der Schrein weist stilistische Analogien zum Trierer Andreas-Tragaltar auf. Der in der zweiten Hälfte des 15. Jahrhunderts gefertigte Kreuzigungsaltar, auch Wenzel- oder Böhmenaltar genannt, bildete ursprünglich das Retabel des von Karl IV. für die böhmischen Pilger gestifteten Wenzelaltars im Aachener Münster. Temporär wird in Sonderausstellungen der 1912 vom Aachener Goldschmied Bernhard Witte angefertigte Corona-Leopardus-Schrein gezeigt, der die von Otto III. 997 nach Aachen überführten Reliquien der Hl. Corona und des Hl. Leopardus beinhaltet. Der Schrein wurde nach seiner Restauration ab dem 15. Mai 2020 während der Coronapandemie in einer eigenen kleinen Sonderausstellung gezeigt. Geplant war er für eine Sonderausstellung zur Goldschmiedekunst des Mittelalters und des Historismus Ende August 2020.

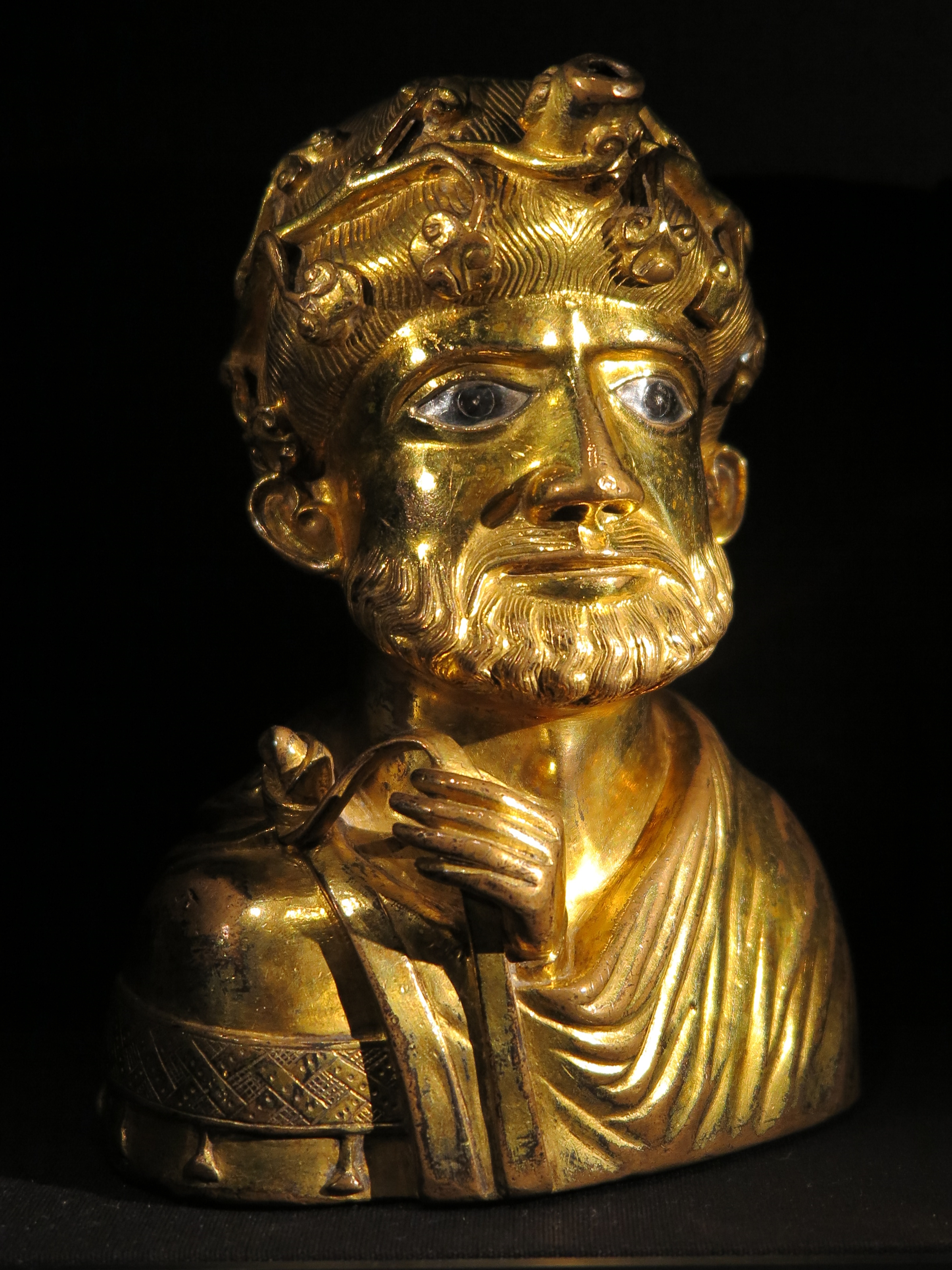
Aquamanile (Aachen, um 1170/80)
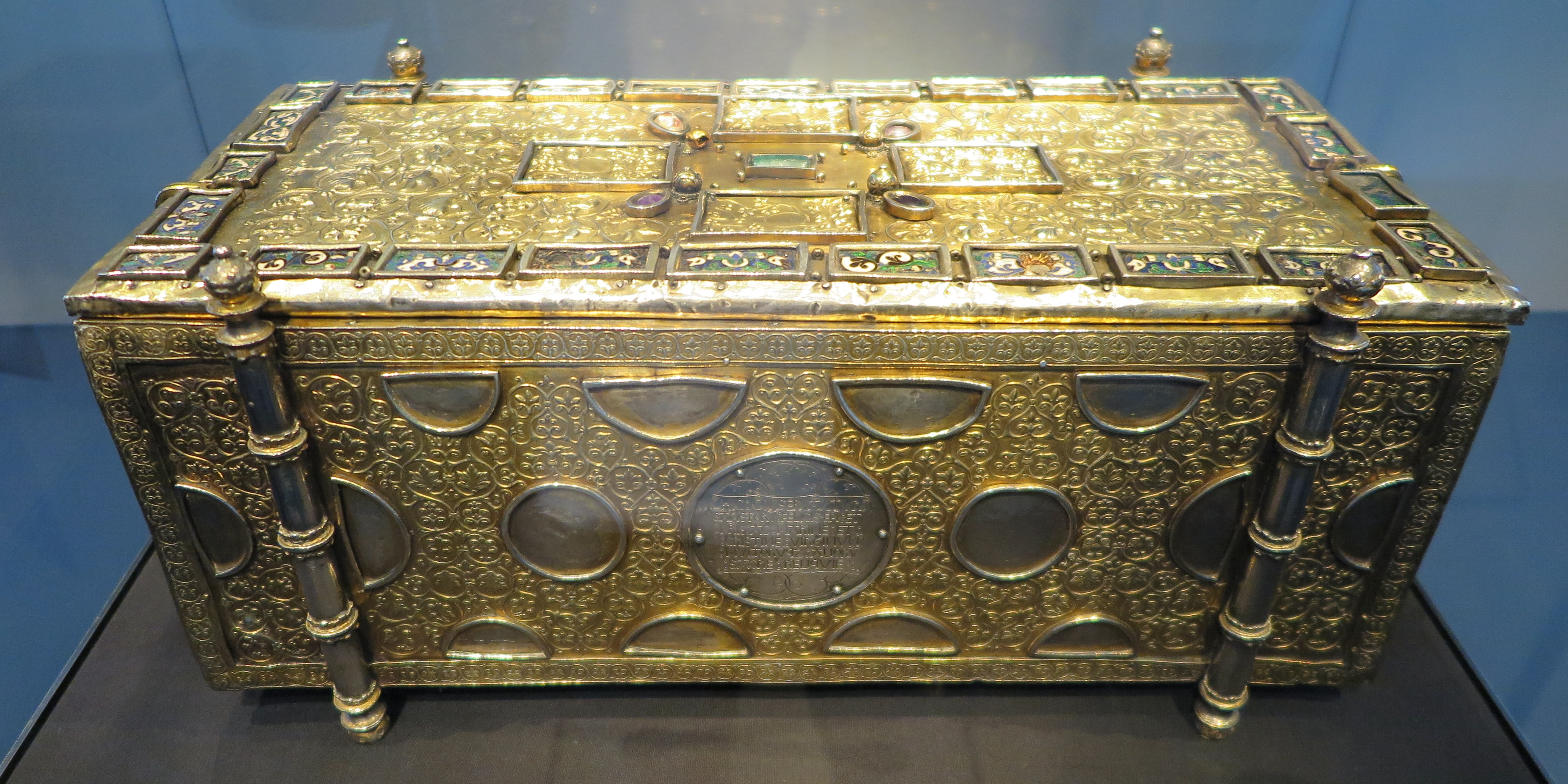
Felixschrein (Byzanz?, 11. Jahrhundert)
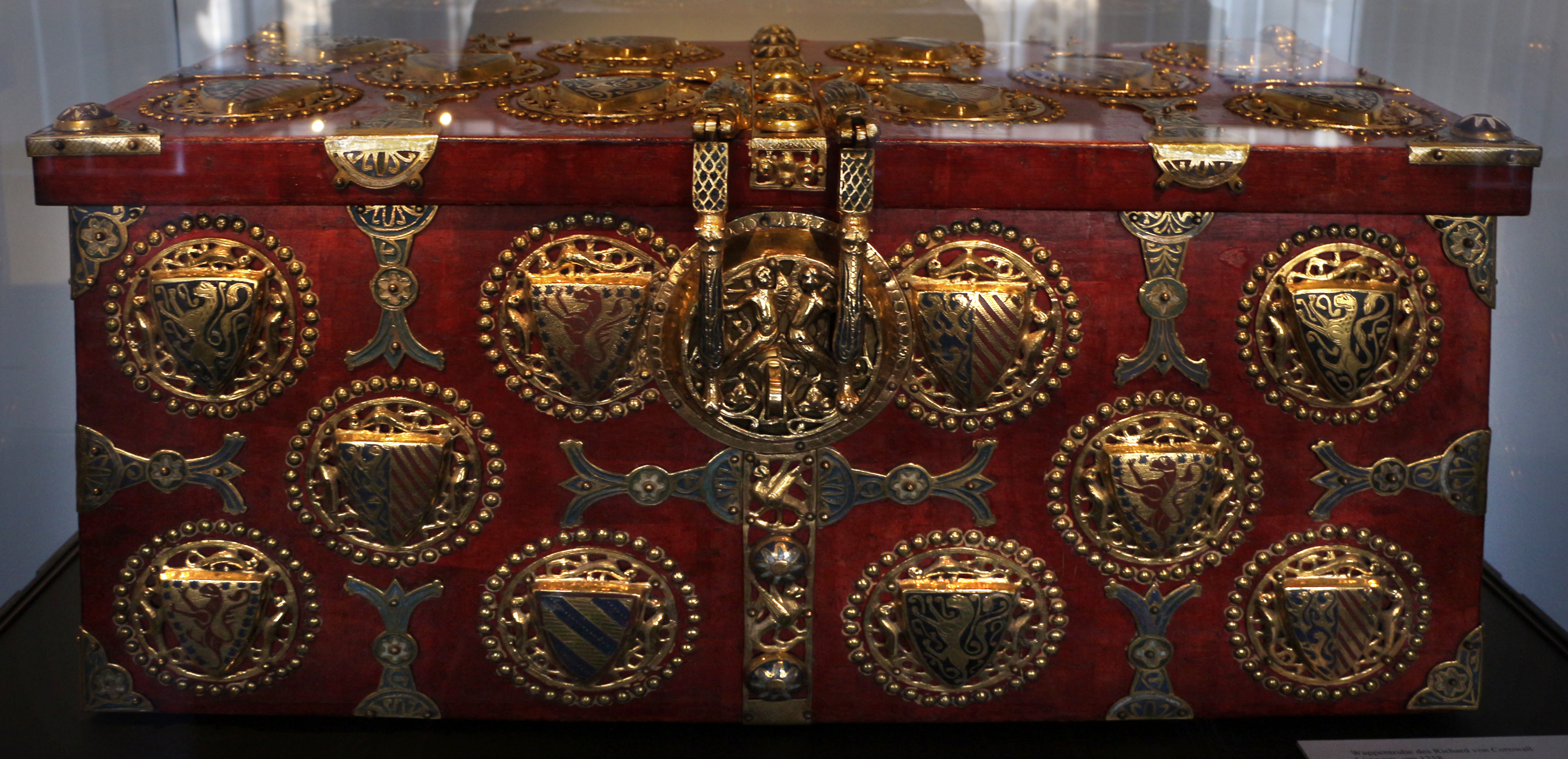
Wappentruhe von Cornwall
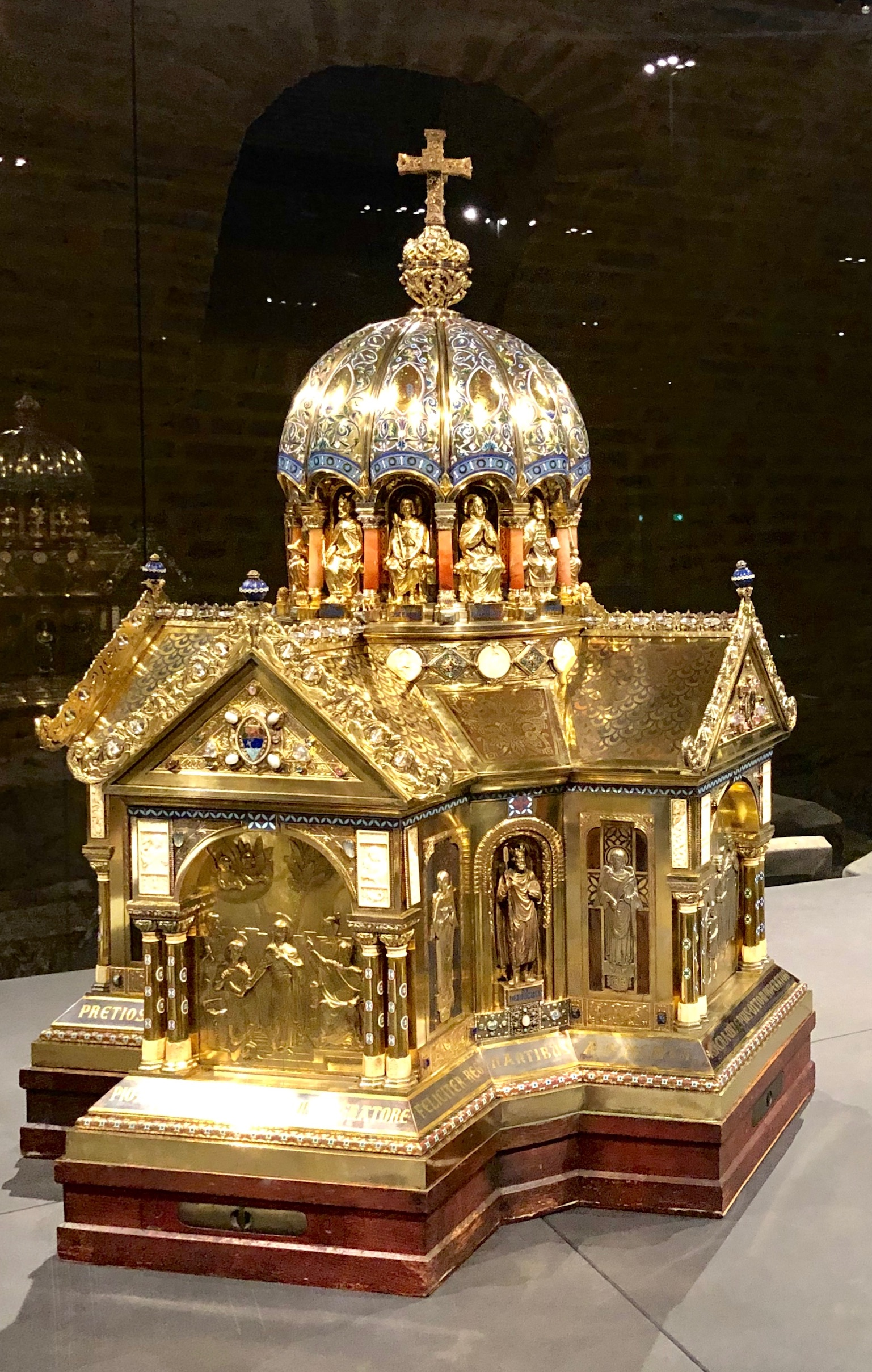
Corona-Leopardus-Schrein

### Textilschatz
Im großen Gewölberaum des Untergeschosses ist rund um den Krönungsmantel, die sog. Cappa Leonis (vor 1520), fälschlicherweise benannt nach Papst Leo III., – aus konservatorischen Gründen in Wechselausstellungen – der reiche, insgesamt mehrere tausend Textilien umfassende Textilschatz des Domes zu sehen. Dazu gehören antike und frühmittelalterliche Stoffreliquien sowie orientalische und byzantinische Seidenstoffe des sechsten bis zehnten Jahrhunderts, die als Bursen (Reliquienhüllen) dienten. Ferner finden sich hier die 1629 gestifteten seidenen, reich bestickten Hüllen der im Marienschrein aufbewahrten und zur Heiligtumsfahrt gezeigten vier großen Heiligtümer und die um 1160/70 gefertigte Bernhardskasel Hinzu kommen liturgische Gewänder in Form von Kaseln und Chormänteln aus der Zeit des Mittelalters bis hin zum 20. Jahrhundert aus Seide, Samt und Brokat, zudem die zahlreichen kostbaren Gewänder für das im Dom befindliche Gnadenbild der Gottesmutter. Die Sammlung der barocken Paramente gilt als die größte im gesamten Rheinland.
Der Quadrigastoff, ein byzantinisches purpurnes Samitgewebe aus der Zeit zwischen dem sechsten und dem Ende des achten Jahrhunderts hat eine Höhe von 76 und eine Breite von 75 cm. Er stellt vor dunkelblauem Grund in gelbbraunem Muster eine spätantike Arenaszene dar. Die Seide, die von Otto von Falke als ältestes und bedeutendstes byzantinisches Figurengewebe bezeichnet wurde, weist eine Vermischung byzantinischer und persischer Motive auf. Ein ungefähr gleich großes Fragment befindet sich im Musée de Cluny. Es passt rechts an den Aachener Teil. Das ursprüngliche Webstück muss 2 Medaillons übereinander und 3 oder 4 nebeneinander umfasst haben. Angesichts seiner Kostbarkeit dürfte es als Geschenk des byzantinischen Hofes nach Aachen gekommen sein. Die teilweise angenommene Verwendung als Grabbeigabe Karls des Großen ist nicht belegt. Möglich ist auch eine Verwendung als kostbares Raumausstattungstextil.
Der Elefantenstoff, der im Karlsschrein liegt, stammt aus Byzanz und ist vor 1000 gefertigt worden. Er ist aus Seidensamit mit einer Höhe von 162 cm, bei einer Breite von 137,5 cm. Das Motiv ist ein Elefant mit Satteldecke, Zaumzeug und Bauchgurt vor einem Lebensbaum. Ebenso befindet sich der Hasenstoff, der wahrscheinlich im 13. Jahrhundert in Sizilien gefertigt wurde, im Karlsschrein. Das Textil aus Seidensamit mit einer Höhe von 125,5 cm und einer Breite von 239 cm zeigt zwölf übereinander liegende Reihen von Lebensbäumen, flankiert mit Hasen und Vögeln. Den Greifenstoff aus Seide soll Karl IV. über die Gebeine Karls des Großen ausgebreitet haben. Der Stoff stammt aus dem 14. Jahrhundert, vermutlich aus Lucca oder Venedig. Die Motive des in der Höhe 101 cm und in der Breite 124 cm großen Werks sind in fünf Reihen je zwölf Greife und zwölf Pfauen.

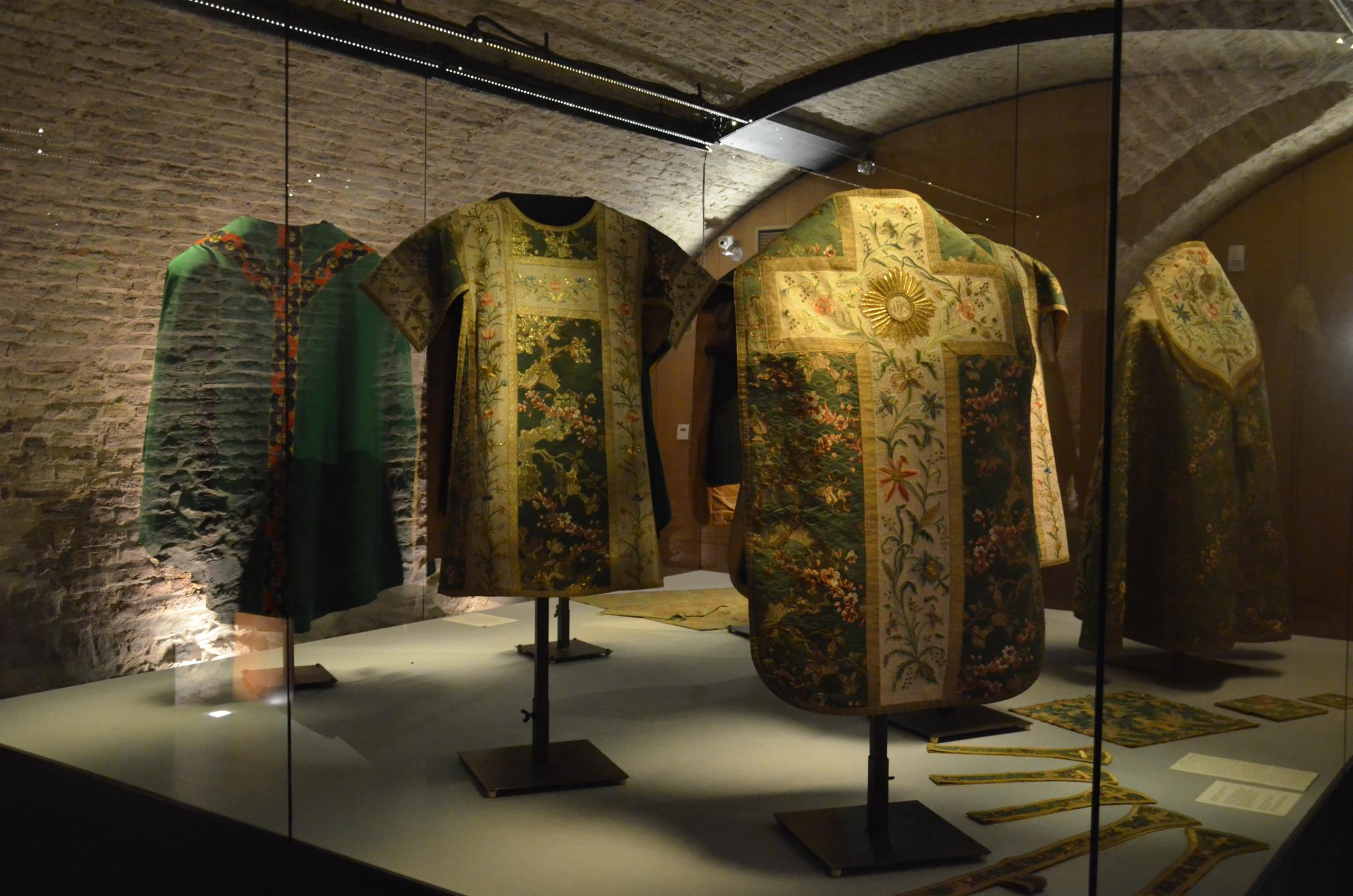
Barocke Kaseln im Paramentenraum
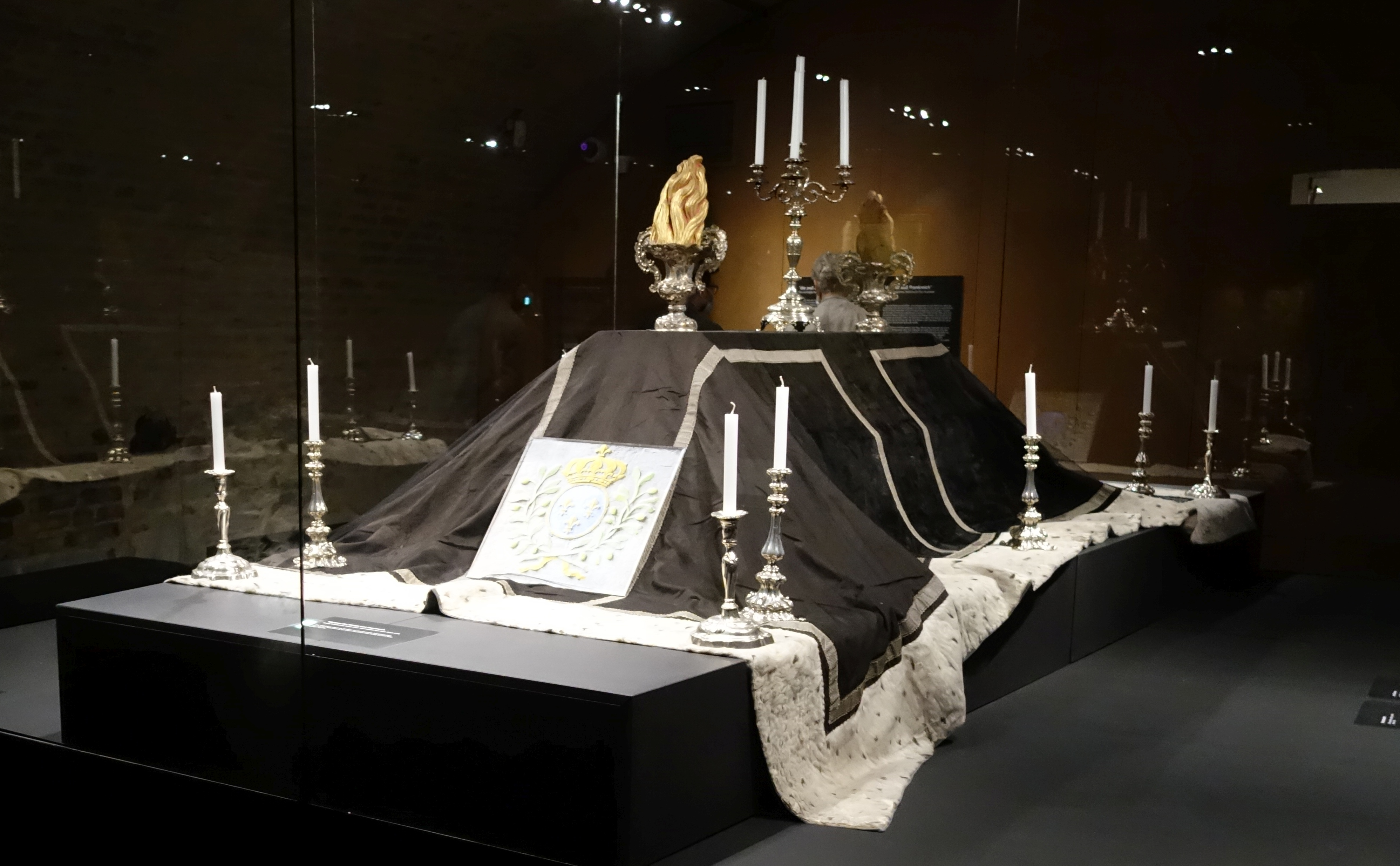
Bahrtuch mit Hermelinfell (aus dem Fundus, Sonderausstellung 2022)
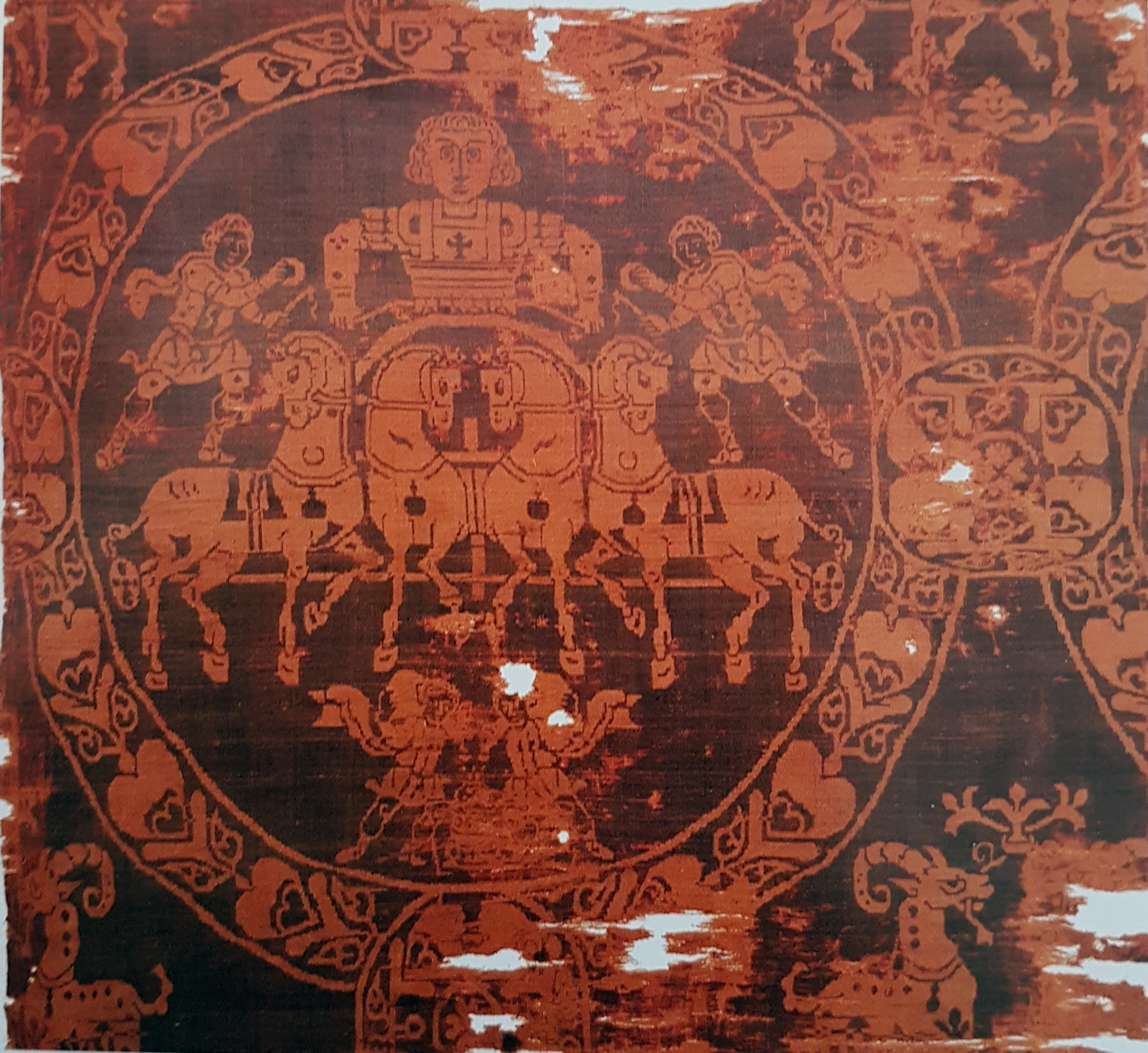
Quadrigastoff (Byzanz, zwischen 6. und Ende 8. Jahrhundert), hier identisches, 1850 in Aachen abgetrenntes Stück aus dem Musée national du Moyen Âge, Paris
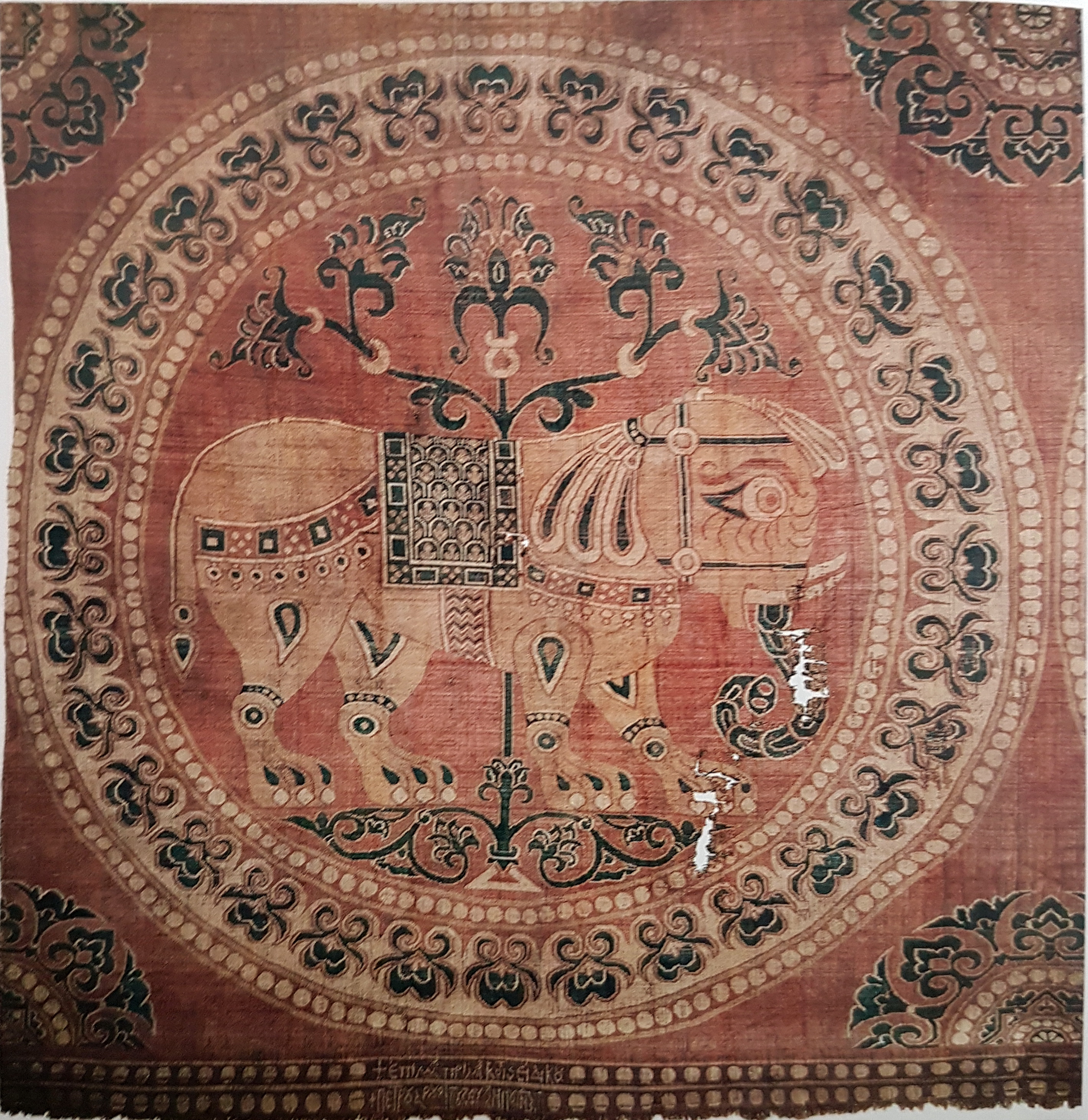
Elefantenstoff

### Sonstiges
Im Obergeschoss werden in einem eigenen Raum die Pontifikalien – im Einzelnen sind dies Bischofsstäbe, Mitren, Pektoralien und Bischofsringe – der Bischöfe und Weihbischöfe von Aachen samt einer Bild- bzw. Zeittafel derselben präsentiert.
Vom 20. Juni bis zum 21. September 2014 war in der Sonderausstellung Verlorene Schätze ein Teil derjenigen Kunstwerke in der Domschatzkammer ausgestellt, die einst zum Aachener Bestand gehört hatten und später verkauft, geraubt oder verschenkt worden waren, teilweise jedoch nur in Kopien.